# Surdul
Surdul (en serbe cyrillique : Сурдул) est un village de Serbie situé sur le territoire de la Ville de Vranje, district de Pčinja. Au recensement de 2011, il comptait 18 habitants.

## Démographie
| 1948 | 1953 | 1961 | 1971 | 1981 | 1991 | 2002 | 2011 |
| ---- | ---- | ---- | ---- | ---- | ---- | ---- | ---- |
| 374  | 356  | 304  | 242  | 154  | 79   | 44   | 18   |

|  |